# Tat'jana Vidmer
Tat'jana Viktorovna Bokareva, coniugata Vidmer (in russo Татьяна Викторовна Бокарева-Видмер?; Mosca, 8 gennaio 1986), è una cestista russa.

## Carriera
Con la Russia ha disputato i Campionati mondiali del 2010 e i Campionati europei del 2011.